# Real Salt Lake
El Real Salt Lake és un club de futbol professional de la ciutat de Salt Lake City, situat al suburbi de Sandy (Utah), equip de la Major League Soccer des de 2005.
Actualment la seva seu és el Rio Tinto Stadium, un nou estadi específic de futbol inaugurat el 2008 amb una capacitat de 20.000 espectadors. L'equip juga amb samarreta i pantalons de color vermell amb les mànigues de color blau marí. El blanc i el groc són els seus colors secundaris.

## Història
El club fou fundat el 2005 per una expansió de la lliga que amb el Chivas USA va provocar una expansió de la Conferència Oest que va desplaçar el Kansas City Wizards a la Conferència Est. El nom "Real" del club deriva del seu president i propietari, Dave Checketts, declarat seguidor del Reial Madrid. Durant el setembre de 2006 el club va tancar un important acord amb l'equip espanyol en el qual es comprometen a col·laborar durant 10 anys en la creació d'escoles i acadèmies de futbol, la difusió dels continguts televisius i la participació de l'equip en amistosos com el que va jugar el Reial Madrid a l'estiu de 2006 amb el Real Salt Lake. Curiosament els colors del club són els mateixos que els de la selecció espanyola de futbol.
El Real Salt Lake va aconseguir guanyar la primera Copa MLS de la seva història el 2009 guanyant la final al totpoderós Los Angeles Galaxy a la tanda de penalts, després d'aconseguir empatar als últims minuts de la final disputada al Qwest Field.

## Palmarès
- Copa MLS (1): 2009

## Estadis
- Rice-Eccles Stadium (2005-2008)
- Rio Tinto Stadium (2008-)

## Entrenadors
- John Ellinger (2005–2007)
- Jason Kreis (2007—)

## Futbolistes destacats
- Freddy Adu (2007)
- Gustavo Cabrera (2005)
- Jeff Cunningham (2006–2007)
- Alecko Eskandarian (2007–2008)
- Scott Garlick (2006)
- Chris Klein (2006–2007)
- Jason Kreis (2005–2007)
- Clint Mathis (2005)
- Eddie Pope (2005–2007)